# Chroom-50
Chroom-50 of 50Cr is een stabiele isotoop van chroom, een overgangsmetaal. Het is een van de vier stabiele isotopen van het element, naast chroom-52, chroom-53 en chroom-54. De abundantie op Aarde bedraagt 4,345%.
De isotoop wordt ervan verdacht via een dubbel bètaverval te vervallen tot de stabiele isotoop titanium-50. Chroom-50 heeft een halfwaardetijd van meer dan 1,3 triljoen jaar en kan dus de facto als stabiel worden beschouwd. Dit omdat de halfwaardetijd honderden miljoenen malen groter is dan de leeftijd van het universum.
42Cr · 43Cr · 44Cr · 45Cr · 45mCr · 46Cr · 47Cr · 48Cr · 49Cr · 50Cr · 51Cr · 52Cr · 53Cr · 54Cr · 55Cr · 56Cr · 57Cr · 58Cr · 59Cr · 59mCr · 60Cr · 61Cr · 62Cr · 63Cr · 64Cr · 65Cr · 66Cr · 67Cr · 68Cr · 69Cr · 70Cr